# Meganaclia sippia
Meganaclia sippia är en fjärilsart som beskrevs av Carl Plötz 1880. Meganaclia sippia ingår i släktet Meganaclia och familjen björnspinnare. Inga underarter finns listade i Catalogue of Life.